# Fernando Cruz (Radsportler)
Fernando Cruz (* 18. Februar 1953) ist ein ehemaliger kolumbianischer Radrennfahrer.

## Sportliche Laufbahn
Cruz war Straßenradsportler und Teilnehmer der Olympischen Sommerspiele 1972 in München. Im olympischen Straßenrennen kam er auf den 22. Rang. Im Mannschaftszeitfahren wurde Kolumbien mit Fabio Acevedo, Fernando Cruz, Henry Cuevas und Miguel Samacá 22. des Rennens.